# Poenomia
Poenomia là một chi bướm đêm thuộc họ Erebidae.